# Торрадо, Херардо
Хера́рдо Торра́до Ди́ес де Бони́лья (исп. Gerardo Torrado Díez de Bonilla; родился 30 апреля 1979 года в Мехико, Мексика) — мексиканский футболист, полузащитник, бывший игрок и капитан сборной Мексики. Известен под прозвищем «Барашек» из-за своих кучерявых волос. Отличается жёсткостью, неуступчивостью в единоборствах, своими подкатами, а также хорошим видением поля и умением отдать пас.

## Клубная карьера

### Испания
В 2000 году перешёл из мексиканского клуба «УНАМ Пумас» в испанский «Тенерифе», в котором отыграл один сезон. В следующем году перешёл в клуб «Полидепортиво Эхидо». Его игра не осталась незамеченной, и в 2002 году он перешёл в «Севилью». Из-за серьёзной травмы его карьера в этом испанском клубе не сложилась.

### Мексика
В течение 11 лет, с 2005 по 2016, выступал за мексиканский клуб «Крус Асуль», в котором являлся капитаном.

### США
8 июня 2016 года перешёл в американский клуб «Инди Илевен».

## Карьера в сборной

### Голы за сборную Мексики
| #  | Дата         | Место                    | Противник | Счёт | Результат     | Соревнование                   |
| -- | ------------ | ------------------------ | --------- | ---- | ------------- | ------------------------------ |
| 1. | 10 июля 1999 | Асунсьон, Парагвай       | Перу      | 3:3  | 4:2 (по пен.) | Кубок Америки по футболу 1999  |
| 2. | 9 июня 2002  | Рифу, Япония             | Эквадор   | 2:1  | 2:1           | Чемпионат мира по футболу 2002 |
| 3. | 2 июня 2007  | Сан-Луис-Потоси, Мексика | Иран      | 4:0  | 4:0           | Товарищеский матч              |
| 4. | 8 июля 2007  | Матурин, Венесуэла       | Парагвай  | 2:0  | 6:0           | Кубок Америки по футболу 2007  |
| 5. | 12 июля 2009 | Глендейл (Аризона), США  | Гваделупа | 1:0  | 2:0           | Золотой кубок КОНКАКАФ 2009    |
| 6. | 26 июля 2009 | Ист-Ратерфорд, США       | США       | 1:0  | 5:0           | Золотой кубок КОНКАКАФ 2009    |

## Достижения
- Победитель Кубка конфедераций: 1999
- Победитель Золотого кубка КОНКАКАФ (2): 2003, 2009